# ميك بورنس
ميك بورنس (بالإنجليزية: Mick Burns)‏ (7 يونيو 1908 في المملكة المتحدة - 5 سبتمبر 1982) هو لاعب كرة قدم بريطاني (وحمل سابقاً جنسية المملكة المتحدة لبريطانيا العظمى وأيرلندا) في مركز حراسة المرمى. لعب مع إيبسويتش تاون وبريستون نورث إيند ونيوكاسل يونايتد.

## وصلات خارجية
- ميك بورنس على موقع Soccerbase.com (لاعب) (الإنجليزية)